# Час ведьмовства
«Час ведьмовства́» (англ. The Witching Hour) — первый роман американской писательницы Энн Райс из цикла «Мэйфейрские ведьмы». Роман повествует о семье ведьм и о духе, который управляет их судьбами в течение поколений. Вошёл в список бестселлеров по версии Publishers Weekly за 1990 год.

## Сюжет
Основные персонажи трилогии - это доктор Роуан Мэйфейр, блестящий нейрохирург, не ведающая о своих семейных корнях; Майкл Карри, подрядчик, специализирующийся на реставрации старых зданий викторианской эпохи, вспоминающий своё детство в Новом Орлеане и стремящийся возвратиться в родные края; Эрон Лайтнер, медиум и член ордена Таламаска; темный дух Лэшер; Мэйфейрские ведьмы, древний южный клан с пристрастием к поэзии и кровосмешению. У них есть склонность к скрытности и коммерческий талант. Большинство Мэйфейрских ведьм — женщины (за исключением Джулиена), придерживающиеся матриархата: выходя замуж, женщины этой семьи оставляют себе девичью фамилию Мэйфейр вместо того чтобы принять фамилию супруга. После того, как Роуан спасает жизнь утопленника, которым оказывается Майкл, они влюбляются друг в друга. Пара решает возвратиться в Новый Орлеан, где девушка жаждет узнать свою настоящую семью, хоть и против желания её, ныне покойной, приемной матери. В течение многих лет учёный Эрон Лайтнер издалека изучал семью Мэйфейр и некую сущность Лэшера. Он разыскивает Майкла, чтобы обсудить с ним историю этой семьи и духа, которого тот видел, еще будучи мальчиком. (Также Лайтнер интересовался Карри из-за его новообретенной психометрической силы, полученную после клинической смерти.) Эрон дает Майклу прочесть досье Мэйфейрских ведьм, собранное Таламаской, — ужасающую историю, наполненную убийствами, инцестом и предательством. Однако в тексте много нестыковок, которые могут быть объяснены лишь существованием Лэшера.
Роуан и Майкл вступают в брак, одновременно с этим Роуан становится наследницей легата Мэйфейров. Женщина мечтает о создании неврологического центра в Новом Орлеане, где любой, вне зависимости от возраста, происхождения или финансового положения, может быть излечен, что, по её мнению, поможет Мэйфейрам искупить свои грехи.
Пара ждет ребёнка; им кажется, будто проклятье рода уже не висит над ними. Однако вскоре Лэшер показывает себя Роуан и изъявляет желание обрести телесную оболочку, к чему и приступает, затуманивая разум женщины. Надеясь справиться с духом самостоятельно и не сознавая реальной угрозы, Роуан отсылает Майкла из дома на Рождество и даёт Лэшеру возможность выполнить его многовековое желание. Лэшер вселяется в плод женщины и болезненно появляется на свет. За кратчайший промежуток времени «сын» Роуан вырастает на глазах. Понимая, что она не рассчитала свои силы, Роуан пытается умертвить духа своими магическими способностями, что, однако, у неё не выходит.
Майкл Карри возвращается домой. Узнав, что произошло, он в гневе набрасывается на существо, которое лишило его давно желанного сына. Впрочем, Лэшер к тому моменту уже обретает достаточную силу и пытается утопить «отца» в бассейне. Испугавшись за жизнь супруга, Роуан насильно тащит Лэшера с собой, и они покидают дом.